# 11021 Foderà
A 11021 Fodera (ideiglenes jelöléssel 1986 AT2) a Naprendszer kisbolygóövében található aszteroida. Edward L. G. Bowell fedezte fel 1986. január 12-én.